# New Red Archives
New Red Archives é uma gravadora independente dos Estados Unidos fundada em 1987. Localiza-se em São Francisco, Califórnia.

## Artistas
- Accustomed To Nothing
- Anti-Flag
- Badtown Boys
- Christ On A Crutch
- Corrupted Ideals
- Crucial Youth
- Dead Lazlo's Place
- Dehumanized
- Hogans Heroes
- Jack Killed Jill
- JFA
- Kraut
- Loudmouths
- M.D.C.
- No Use For A Name
- P.E.D.
- Rail
- Reagan Youth
- Samiam
- Shirk Circus
- Snap-Her
- Social Unrest
- Squat
- Swingin' Utters
- Ten Bright Spikes
- The Nukes
- Two Line Filler
- Ultraman
- UK Subs